# Oskarshamn Flygplats
Luchthaven Oskarshamn (Zweeds: Oskarshamns flygplats) (IATA: OSK, ICAO: ESMO) is een kleine luchthaven in Oskarshamn, Zweden.